# Poka-yoke

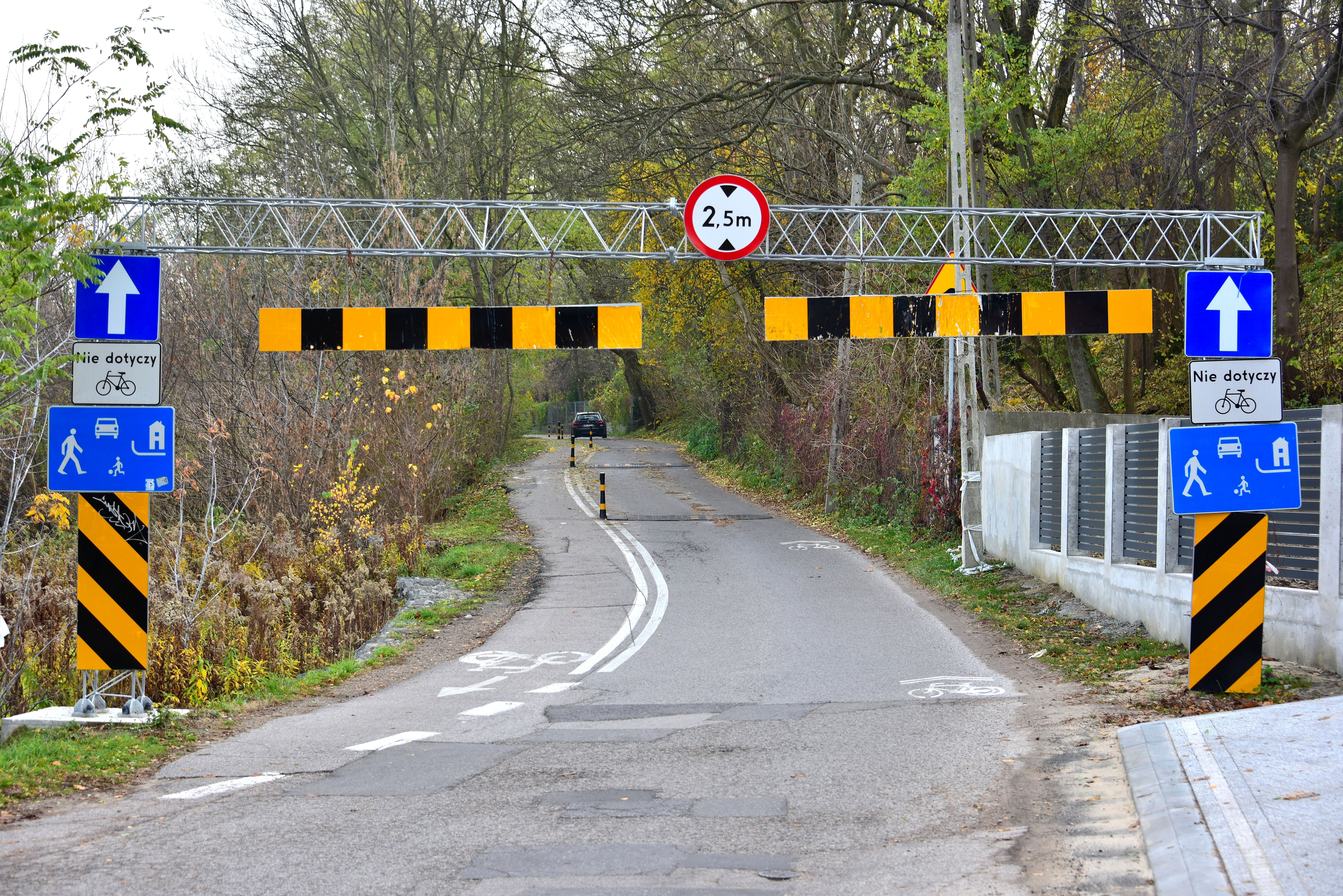
Rozwiązanie poka yoke na drodze

Poka-yoke (jap. ポカヨケ, wym. [poka joke]; od poka – błąd, yokeru – unikać) – metoda inżynierska służąca zapobieganiu błędom poprzez projektowanie procesów, urządzeń lub czynności w sposób uniemożliwiający ich nieprawidłowe wykonanie. W literaturze anglojęzycznej określana jest jako mistake proofing lub error proofing.
Pojęcie to różni się od terminu baka-yoke (jap. バカヨケ), oznaczającego „zabezpieczenie przed głupotą” (ang. fool proofing), który w języku potocznym może być odbierany jako pejoratywny i dlatego został zastąpiony bardziej neutralnym określeniem poka-yoke.

## Opis
Analizując proces powstawania wad produktu zwrócono uwagę, że pomiędzy pomyłką a wynikającym z niej defektem jest jeszcze jedna, potencjalna możliwość: zauważenie pomyłki i jej poprawienie. Stąd wniosek, że sposobem ograniczenia wadliwości jest stwarzanie warunków w których błąd nie może się zdarzyć, albo będzie natychmiast widoczny.
Rozwiązania Poka Yoke cechują się tym, że nie dopuszczają do powstawania błędu w procesie. To tylko jedna z ich zalet. Do innych atutów z pewnością można zaliczyć:
1. mniejszy nakład czasu na szkolenia pracowników;
2. eliminacja wielu operacji związanych z kontrolą jakości;
3. odciągnięcie operatorów od powtarzalnych operacji;
4. promowanie działań związanych z doskonaleniem pracy;
5. zmniejszenie liczby braków;
6. natychmiastowe działanie w momencie pojawienia się problemu;
7. 100% kontroli w procesie.

## Przykłady
Przykładem realizacji tej idei jest stanowisko montażowe wyposażone w pojemniki odpowiednie dla każdej z montowanych części. Przed przystąpieniem do montażu wszystkie pojemniki powinny być zapełnione. Kształt pojemników dostosowany do kształtu montowanych części zapewni, że zostanie zgromadzona odpowiednia liczby właściwych części. Kolejność ustawienia pojemników sugeruje kolejność montowania części. Po zmontowaniu – wszystkie pojemniki powinny być puste.
Przykładem obiektu zaprojektowanego niezgodnie z ideą poka-yoke jest karta bankomatowa: można ją wkładać do bankomatu na cztery sposoby, z których tylko jeden jest właściwy. Prosty zabieg obcięcia narożnika powoduje, że podobna pomyłka nie jest możliwa w przypadku podobnych płaskich, prostokątnych obiektów jak: dyskietka, karta telefoniczna, karta SIM. Dodatkowo w bankomatach istnieje drugie rozwiązanie poka yoke - najpierw należy pobrać kartę bankomatową, a dopiero potem gotówkę. Ta sekwencja wynika z tego, że ludzie, idąc do bankomatu, myślą o celu wizyty: pobraniu pieniędzy. Gdyby ta sekwencja była odwrotna, to wówczas wiele osób nieumyślnie mogłoby nie zabrać karty bankomatowej.
Obecnie rozwiązania poka yoke realizowane są poprzez środki techniczne. Takim przykładem jest zastosowanie rozwiązania SawStop na pile elektrycznej. Dzięki niemu piła zatrzymuje się natychmiastowo po kontakcie z ręką człowieka. 
Innym przykładem jest zastosowanie systemów informatycznych MES, które prowadzą operatorów przez proces w oparciu o instrukcje krok po kroku, sygnalizując pominięcie lub błąd w kolejności wykonywanych operacji. 

## Poka yoke a instrukcje pracy standaryzowanej
Rozwiązania poka yoke upraszczają pracę. Wyraża się to poprzez eliminację wskazówek w procesie. Gdyby karta SIM nie miała ściętego narożnika, to część merytoryczna instrukcji pracy standaryzowanej dla operacji jej montażu wyglądałaby tak, jak przedstawiono w tabeli 1.
Tab. 1. Część instrukcji pracy standaryzowanej dla operacji montażu karty SIM do telefonu bez rozwiązania poka yoke
| Główny krok                   | Wskazówka         | Przyczyny                                                                        |
| ----------------------------- | ----------------- | -------------------------------------------------------------------------------- |
| 1. Włóż kartę SIM do telefonu | 1.Napisem do góry | 1.W ten sposób chip zostanie umieszczony w czytniku, a karta SIM będzie działać. |

Jeżeli narożnik karty SIM zostanie ścięty i w ten sam sposób zostanie przygotowana forma w telefonie, to wówczas nie da się włożyć karty SIM inaczej. Ta wskazówka, dzięki temu pomysłowi, nie będzie potrzebna.
Gdy karta SIM ma ścięty narożnik, włożymy ją tylko w jeden, konkretny sposób. Ścięty narożnik to rozwiązanie poka yoke, które wyeliminuje wskazówkę: napisem do góry. W tabeli 2 zaprezentowano nową część instrukcji dla operacji montażu karty SIM, gdzie uwzględniono rozwiązanie poka yoke.
Tab. 2 Część instrukcji pracy standaryzowanej dla operacji montażu karty SIM do telefonu z rozwiązaniem poka yoke
| Główny krok                   | Wskazówka | Przyczyny |
| ----------------------------- | --------- | --------- |
| 1. Włóż kartę SIM do telefonu | ---       | ---       |

## Metody poka yoke w produkcji
W środowisku produkcyjnym wyróżnia się kilka klasycznych metod poka yoke, z których każda odpowiada innemu mechanizmowi zapobiegania błędom.

### Metoda kontaktu
Opiera się na wykorzystaniu cech fizycznych (kształtu, rozmiaru, orientacji) komponentów. Przykładem może być część zaprojektowana tak, że pasuje tylko w jednej orientacji, co uniemożliwia jej nieprawidłowe zamontowanie.

### Metoda wartości stałej
Polega na wykrywaniu brakujących czynności lub elementów poprzez liczenie ich wystąpień. System może np. wykryć brak jednej z wymaganych śrub w montażu, zanim proces przejdzie do kolejnego etapu.

### Metoda sekwencyjna
Gwarantuje przestrzeganie kolejności operacji. Może być realizowana przez systemy prowadzące operatora krok po kroku przez proces, uniemożliwiając pominięcie etapu lub jego powtórzenie.